# Hellbauchtapaculo

Verbreitungsgebiet (grün) des Hellbauchtapaculos in Peru

Der Hellbauchtapaculo, auch Hellgrauer Tapaculo oder Einfarbtapaculo genannt,  (Scytalopus unicolor) zählt innerhalb der Familie der Bürzelstelzer (Rhinocryptidae) zur Gattung Scytalopus.
Früher wurden der Schwarztapaculo (Scytalopus latrans) und der Trillertapaculo (Scytalopus parvirostris) als Unterarten (Ssp.) angesehen, unterscheiden sich aber durch die Lautgebung.
Die Art ist in Peru auf den östlichen Hängen der westlichen Anden in der Provinz Cajamarca und der Region La Libertad endemisch.
Das Verbreitungsgebiet umfasst Unterholz im subtropischen feuchten Bergwald und Buschland zwischen 2000 und 3170 m Höhe.
Das lateinische Artepitheton bedeutet „einfarbig“.

## Merkmale
Der Vogel ist 10 bis 11 cm groß, somit für einen Tapaculo ziemlich klein. Das Männchen ist grau bis dunkelgrau auf der Oberseite, Rumpf, Flanken und Unterseite mit etwas Hellbraun, Flügel und Schwanz können angedeutete Bänderung aufweisen, bei jüngeren Vögeln hat die Unterseite einen silbrigen Schimmer und eine schwach dunkelrotbraune bis bräunliche Tönung an den Flanken. Beim Weibchen ist etwas mehr Braun im Gefieder, Jungvögel sind auf der Oberseite braun, der Schwanz schwarz gebändert mit ockerfarbener Endbinde. Die Unterseite ist ocker- bis graufarben, die Kehle leicht grau, die Brust geschuppt mit dunklen Spitzen, die Flanken grau und braun gebändert.
Die Art ist monotypisch.

## Stimme
Der Gesang wird als Folge von 4 bis 6 Tönen kürzer und schneller werdend beschrieben. Der erste Ton ist am lautesten.

## Lebensweise
Zur Nahrung und zum Brutverhalten liegen keine Informationen vor.

## Gefährdungssituation
Der Bestand gilt als nicht gefährdet (Least Concern).